# Терсейра
Терс́ейра (порт. Terceira, МФА: [tɨɾ.ˈsɐj.ɾɐ], Тирсейра, «Третій») — вулканічний острів у північній частині Атлантичного океану. Складова Азорського архіпелагу. Володіння Португалії, автономного регіону Азорські острови. Один із 9 заселених островів архіпелагу. Поділений між муніципалітетами Прая-да-Віторія та Ангра-ду-Ероїшму. Разом із островами Грасіоза, Піку, Сан-Жорже та Фаял належить до Центральної групи Азорських островів. Максимальна довжина — 29 км, ширина — 18 км, периметр — 90 км. Найвища точка — активний вулкан Санта-Барбара (1022 м), вершина однойменного гірського хребта (порт. Serra de Santa Bárbara). Адміністративний центр — Ангра-ду-Ероїшму. Площа — 402,2 км². Населення — 55 833 осіб (2001). Також — Третій острів Господа Нашого Ісуса Христа.

## Назва
- Терсейра (порт. Terceira, «третій») — скорочена сучасна назва, пов'язана з тим що острів відкрили після двох островів  Східної групи Азорського архіпелагу: Санта-Марії та Сан-Мігела.
- Третій острів Господа Нашого Ісуса Христа (порт. Ilha Terceira de Nosso Senhor Jesus Cristo) — повна офіційна назва острова в урядовій документації Португальського королівства XVI—XVII століть[1]. Острів мав важливе стратегічне значення, був проміжним пунктом на шляху португальських морських експедицій до Америки.

## Географія
Острів розташований на межі трьох літосферних плит: Євразійської, Африканської та Північноамериканської. Саме через цю геоморфологічну особливість острівний пейзаж є дуже різноманітним. Серед деревних порід у західній частині острова домінує криптомерія японська, особливо у високогірній зоні. Уздовж доріг можна побачити безліч гортензій. Є декілька гірських озер. Східна частина є більш рівнинною, де розташована міжнародний аеропорт і авіабаза «Лажеш», орендована ВПС США.

## Економіка
Економіка острова представлена м'ясомолочною промисловістю. Сільськогосподарські угіддя займають значний відсоток території острова. Рибна ловля і туризм представлені також.

## Муніципалітети
- Ангра-ду-Ероїшму —  найстарше місто архіпелагу.
- Прая-да-Віторія

Усього на острові мешкає трохи більше 55 тис. осіб (станом на 2001 рік).

## Галерея

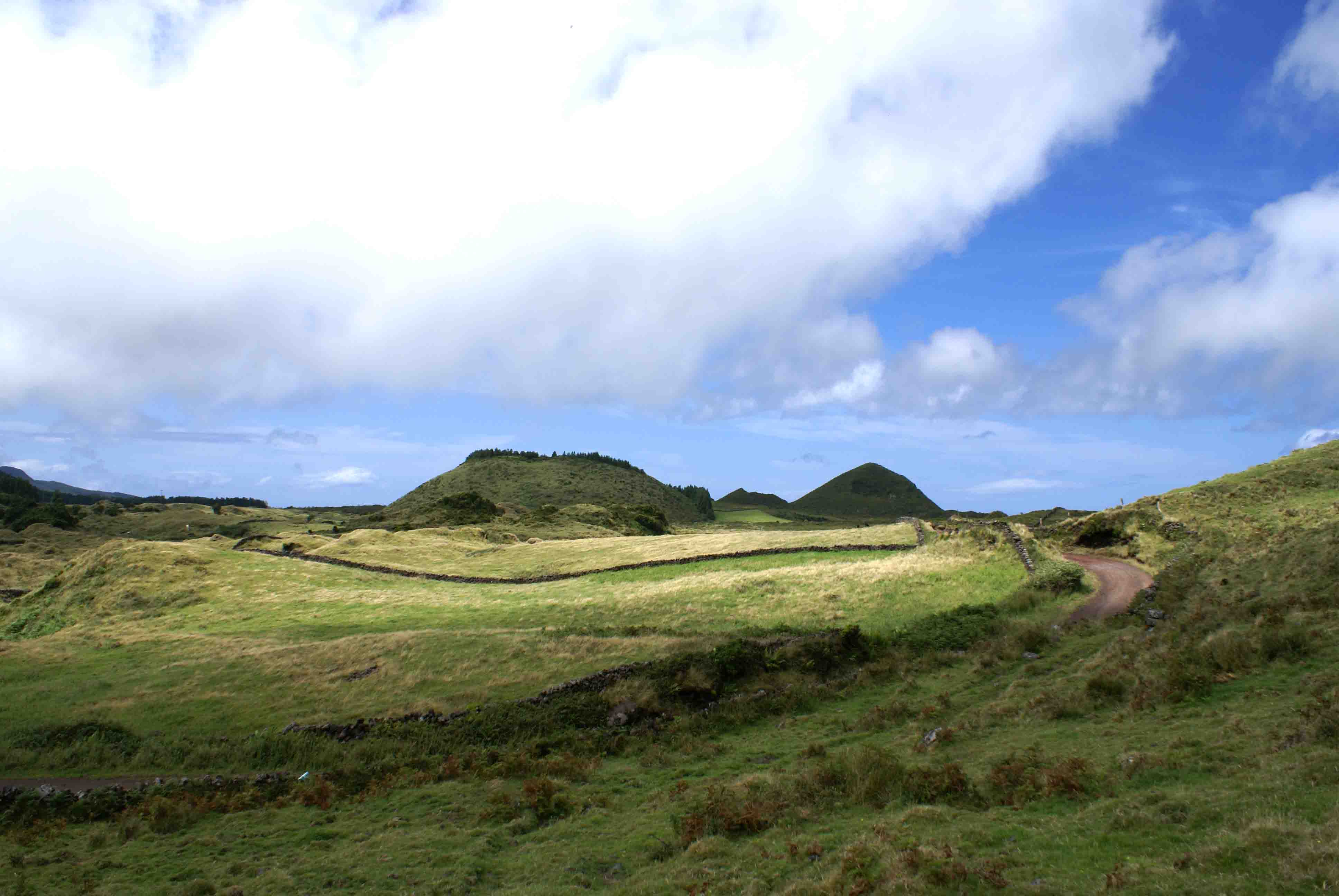
На острові
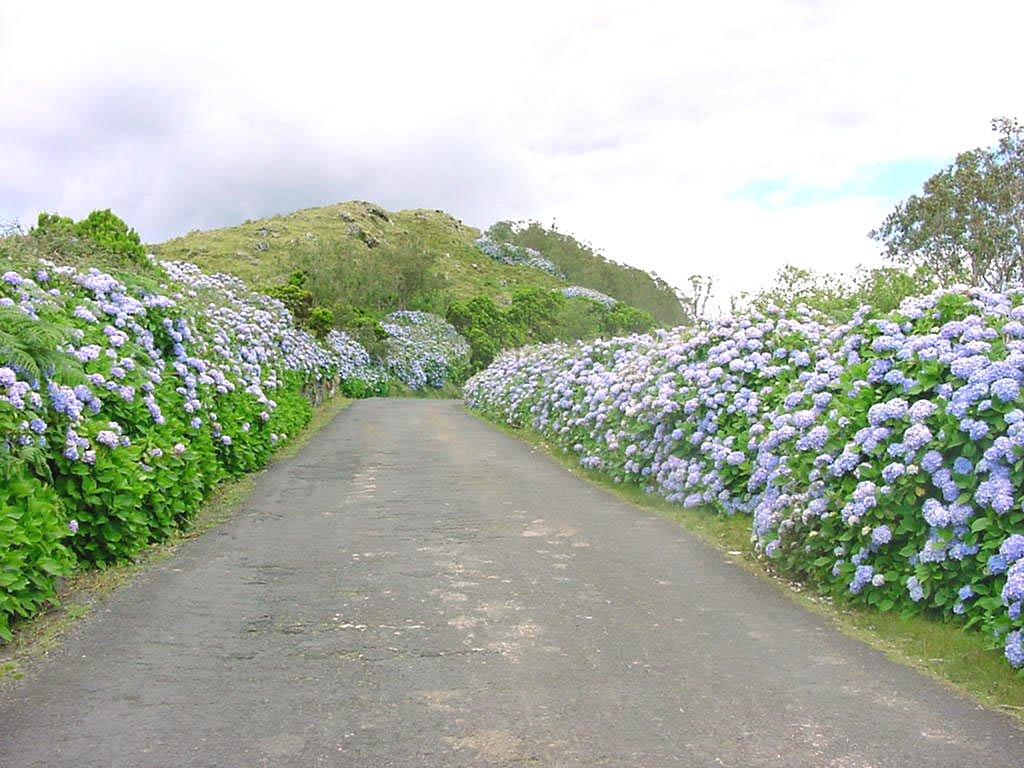
Типовий вигляд доріг з гортензіями на узбіччі
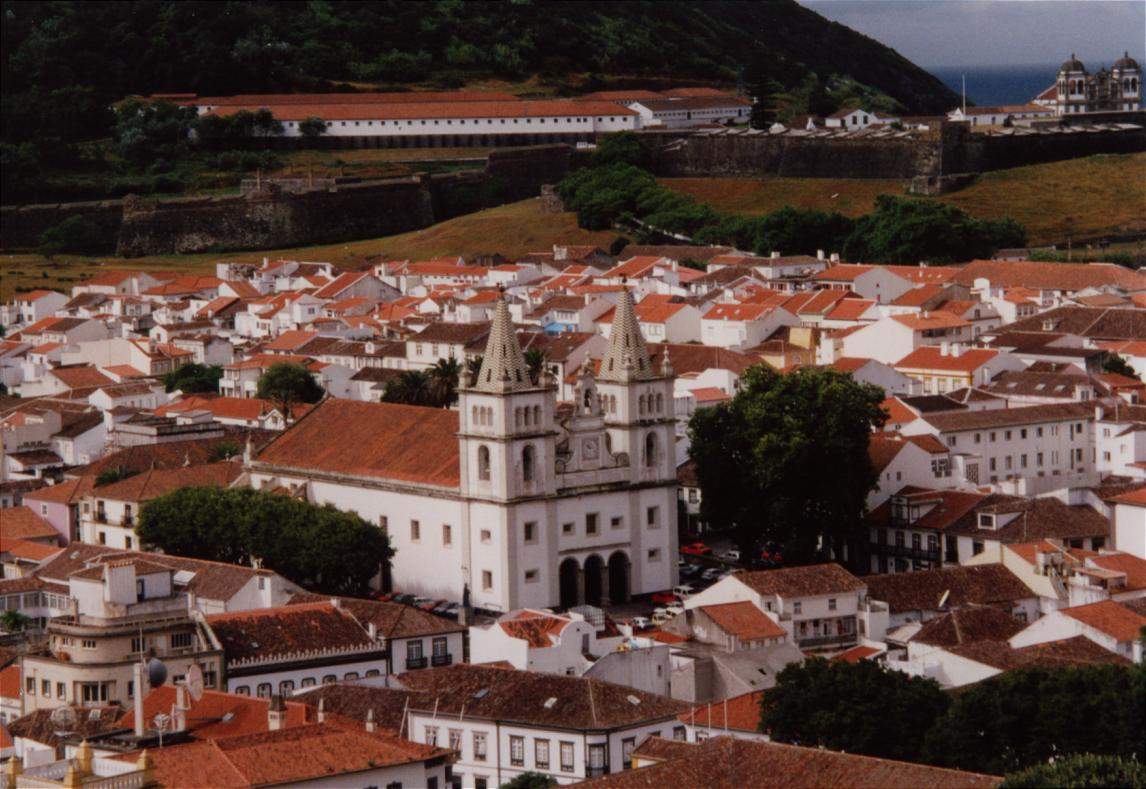
Ангра-ду-Ероїшму
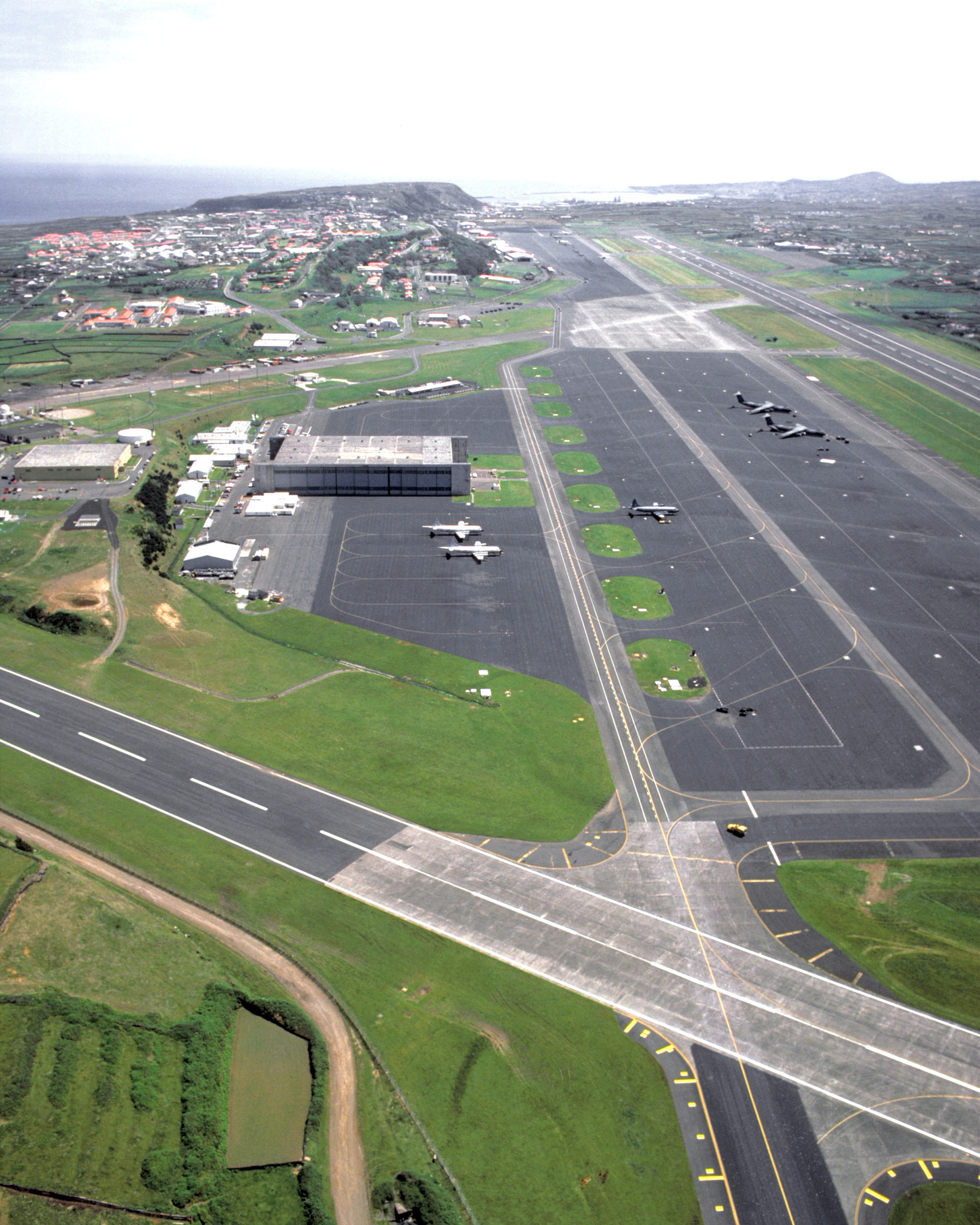
Авіабаза «Лажеш», орендована ВПС США
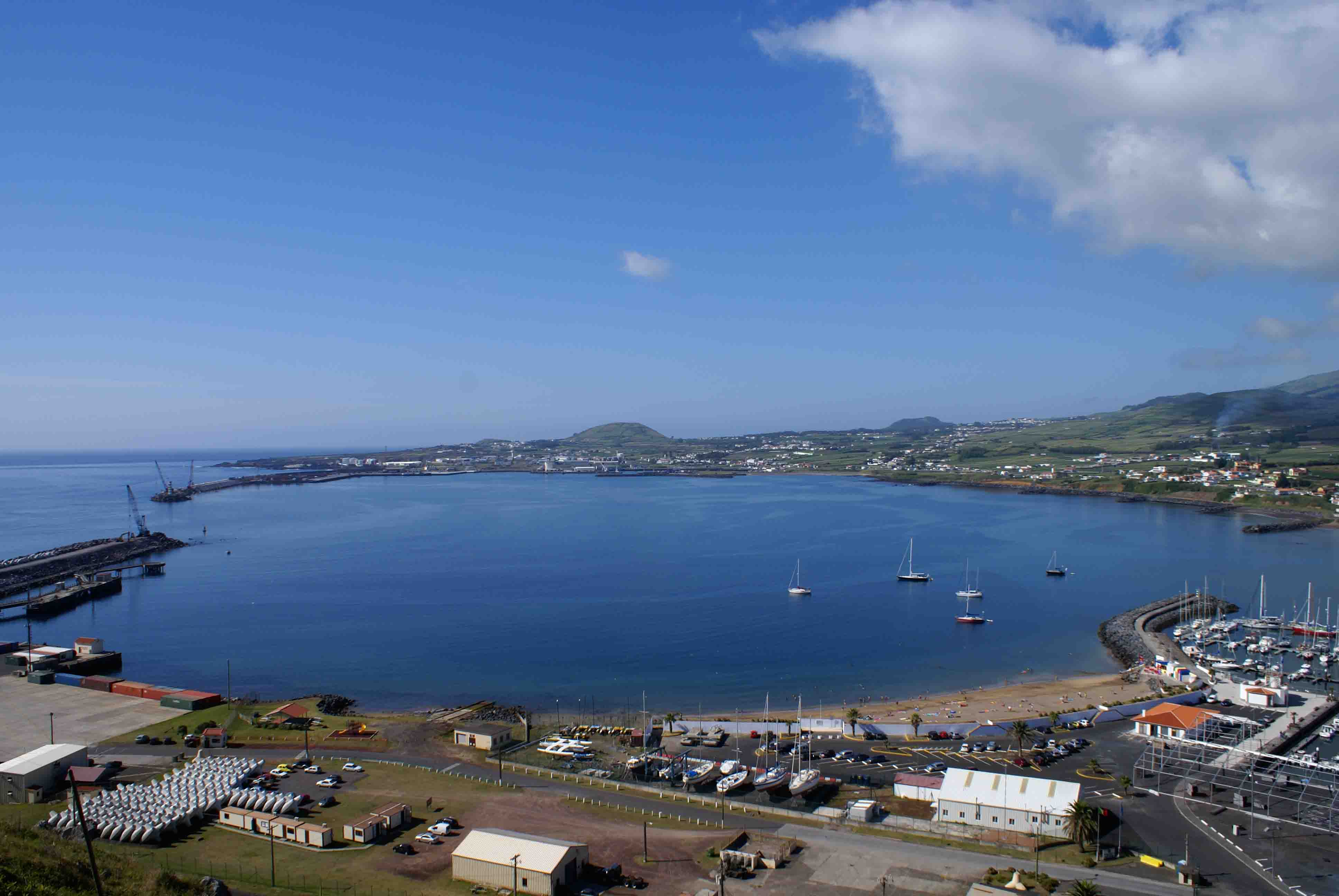
Панорама гавані Праї-да-Віторія

## Панорама

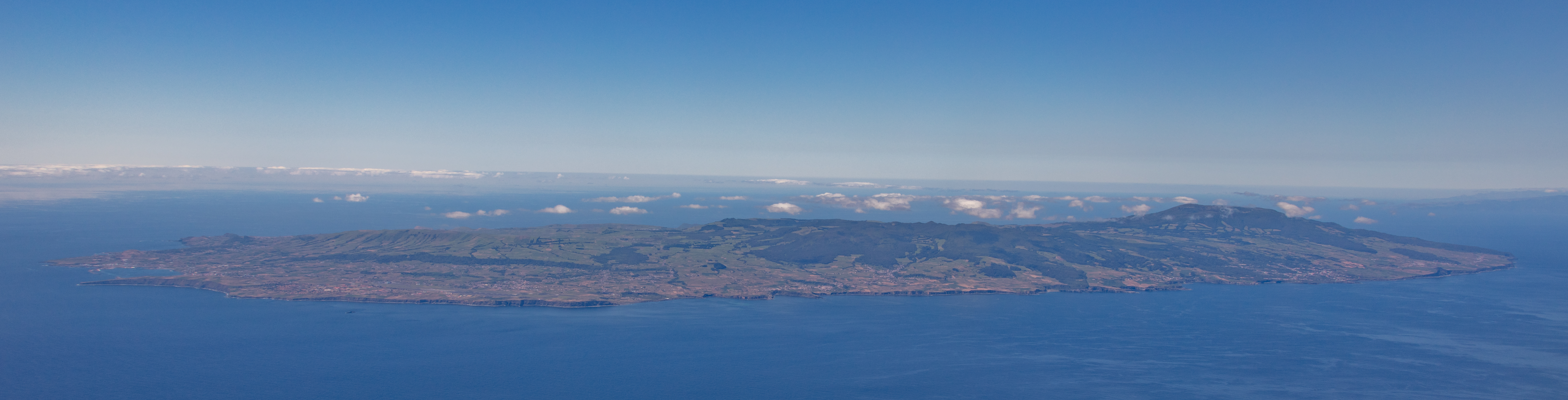
Панорама острова Терсейра